# Okres Krosno Odrzańskie
Okres Krosno Odrzańskie (polsky Powiat krośnieński) je okres v polském Lubušském vojvodství. Rozlohu má 1391 km² a v roce 2020 zde žilo 52 461 obyvatel. Sídlem správy okresu je město Krosno Odrzańskie.

## Gminy
Městská:
- Gubin

Městsko-vesnická:
- Krosno Odrzańskie

Vesnické:
- Bobrowice
- Bytnica
- Dąbie
- Gubin
- Maszewo

## Města
- Gubin
- Krosno Odrzańskie

## Sousední okresy
| Růžice kompasu | Słubice     | Sulęcin                 | Świebodzin   | Růžice kompasu |
| Růžice kompasu | Spréva-Nisa | Sever                   | Zielona Góra | Růžice kompasu |
| Růžice kompasu | Spréva-Nisa | Okres Krosno Odrzańskie | Zielona Góra | Růžice kompasu |
| Růžice kompasu | Spréva-Nisa | Jih                     | Zielona Góra | Růžice kompasu |
| Růžice kompasu | Spréva-Nisa | Żary                    | Zielona Góra | Růžice kompasu |